# Lista Honorowa IBBY
Lista Honorowa IBBY (ang. IBBY Honour List) – lista najlepszych książek dla dzieci, która jest uzupełniania przez Międzynarodową Izbę ds. Książek dla Młodych (IBBY), jeden ze sposobów na promocję literatury dziecięcej.
Propozycje książek do wpisania na listę zgłaszają poszczególne sekcje narodowe IBBY (obecnie jest ich 75) w trzech kategoriach: autor, ilustrator i tłumacz. Kryterium wyboru to wysoki poziom literacki i artystyczny, a także uniwersalne przesłanie, dające książce możliwość i szansę zaistnienia na szerokim rynku. Wpisanie na Listę Honorową IBBY jest równoznaczne z poleceniem książki wydawcom z całego świata jako wartościowej do publikacji. Pierwsza Lista Honorowa IBBY powstała w 1964 roku, kolejne – co dwa lata.
Dyplomy Listy Honorowej wręczane są podczas kongresów IBBY (odbywają się co dwa lata), a uroczystości towarzyszy prezentacja wszystkich nominowanych książek i katalogu. Następnie kolekcja prezentowana jest na konferencjach, targach książki, w bibliotekach, galeriach – siedem zestawów książek krąży przez dwa lata po świecie. Kolekcje książek zgłoszonych na Listę Honorową IBBY przechowywane są w Międzynarodowej Bibliotece Młodzieżowej w Monachium (Internationale Jugendbibliothek), w Szwajcarskim Instytucie ds. Mediów dla Dzieci i Młodzieży w Zurychu, w Centrum Badawczym Książki Dziecięcej BIBIANA w Bratysławie, IBBY w Tokio i Northwestern University Library w Evanston, Illinois.

## Polskie pozycje na Liście Honorowej IBBY

### Kategoria „Autor”
- 1964 – Irena Jurgielewiczowa – Ten obcy, Nasza Księgarnia (1961), il. Leonia Janecka
- 1966 – Hanna Ożogowska – Ucho od śledzia, Nasza Księgarnia (1964), il. Bogdan Zieleniec
- 1974 – Janusz Domagalik – Koniec wakacji, Nasza Księgarnia (1973)
- 1976 – Wojciech Żukrowski – Porwanie w Tiutiurlistanie
- 1978 – Edmund Niziurski – Sposób na Alcybiadesa (1964)
- 1980 – Zofia Chądzyńska – Wstęga pawilonu, Nasza Księgarnia (1978)
- 1982 – Małgorzata Musierowicz – Kwiat kalafiora, Nasza Księgarnia (1981)
- 1984 – Adam Bahdaj – Gdzie twój dom, Telemachu?, Krajowa Agencja Wydawnicza (1982)
- 1986 – Danuta Bieńkowska – Daniel na Saharze, Nasza Księgarnia (1984), il. Zdzisław Byczek
- 1988 – Marta Tomaszewska – Wielkolud z Jaskini Piratów albo tajemnica czwartej ściany, Nasza Księgarnia, (1987), il. Zbigniew Rychlicki
- 1994 – Dorota Terakowska – Córka czarownic, Verba (1991), il. Jerzy Skarzyński
- 1998 – Anna Onichimowska – Najwyższa góra świata, Oficyna Wydawnicza Rytm (1996), il. Bohdan Butenko
- 2000 – Krystyna Siesicka – Dziewczyna mistrza gry, Siedmioróg (1999)
- 2002 – Katarzyna Kotowska – Jeż[1], Egmont Polska (1999)
- 2004 – Beata Ostrowicka – Świat do góry nogami, Zakład Narodowy im. Ossolińskich (2002)
- 2006 – Maciej Wojtyszko – Bromba i filozofia, Jacek Santorski & Co (2004), il. Maciej Wojtyszko
- 2008 – Liliana Bardijewska – Dom ośmiu tajemnic, Nasza Księgarnia (2006), il. Monika Kanios-Stańczyk
- 2012 – Marcin Szczygielski – Za niebieskimi drzwiami, Instytut Wydawniczy Latarnik (2010)
- 2016 – Ewa Przybylska – Most nad Missisipi[2], Akapit-Press (2012)
- 2018 – Jarosław Mikołajewski[3] – Wędrówka Nabu, Austeria (2016)
- 2024 – Marcin Szczygielski[4] – Antosia w bezkresie, Instytut Wydawniczy Latarnik (2022)

### Kategoria „Ilustrator”
- 1976 – Janusz Grabiański – O krasnoludkach i o sierotce Marysi (Marii Konopnickiej)[5]
- 1978 – Antoni Boratyński – Droga księżycowa (Marii Kann) (1977)
- 1980 – Teresa Wilbik – Moje próżnowanie (Joanny Kulmowej), Krajowa Agencja Wydawnicza (1979)
- 1982 – Wiesław Majchrzak – Walc panny Ludwiki (Hanny Januszewskiej), Nasza Księgarnia (1981)
- 1984 – Elżbieta Gaudasińska – Idzie rak nieborak (Danuty Wawiłow i Olega Usenki), Nasza Księgarnia (1981)
- 1986 – Olga Siemaszko – Bajeczki (Józefa Ignacego Kraszewskiego), Krajowa Agencja Wydawnicza (1985)
- 1988 – Jerzy Flisak – Huber w wielkim kapeluszu (Otfrieda Preusslera), Nasza Księgarnia (1986)
- 1998 – Janusz Stanny – Pchła Szachrajka (Jana Brzechwy), Świat Książki (1996)
- 2000 – Maria Ekier – Dębolki (Joanny Kulmowej), AB Grafia (1998)
- 2002 – Krystyna Lipka-Sztarbałło – Sen, który odszedł (Anny Onichimowskiej), Ezop (2001)
- 2004 – Agnieszka Żelewska – Bajki o rzeczach i nierzeczach (Zofii Beszczyńskiej), Czarny Kot (2002)
- 2006 – Grażka Lange – Biały niedźwiedź. Czarna krowa (Marcina Brykczyńskiego), Nasza Księgarnia (2004)
- 2008 – Piotr Fąfrowicz – Wielkie zmiany w dużym lesie (Grażyny Ruszewskiej), FRO9 (2005)
- 2010 – Aleksandra Machowiak i Daniel Mizieliński – D.O.M.E.K (książka autorska), Dwie Siostry (2009)
- 2014 – Marta Ignerska – Wszystko gra[6](Anny Czerwińskiej-Rydel), Wytwórnia (2011)
- 2018 – Marianna Oklejak – Cuda wianki, Polski folklor dla młodszych i starszych (książka autorska), Egmont 2015.
- 2024 – Mania Strzelecka[7] – Beskid bez kitu. Zima, Libra PL (2021)

### Kategoria „tłumacz”
- 1980 – Teresa Chłapowska – Pamiętniki Tatusia Muminka (Tove Jansson), Nasza Księgarnia (1977), z języka szwedzkiego
- 1982 – Hanna Kostyrko – Cypisek (Václav Čtvrtek), Nasza Księgarnia (1981), z języka czeskiego
- 1984 – Janina Karczmarewicz-Fedorowska – Wyspa potworów (André Massepain), Nasza Księgarnia (1982), z języka francuskiego
- 1988 – Sławomir Błaut – Nie kończąca się historia (Michael Ende), Nasza Księgarnia (1986), z języka niemieckiego
- 2000 – Iwona Zimnicka – Hej! Czy jest tu kto? (Jostein Gaarder), Santorski (1997), z języka norweskiego
- 2004 – Jarosław Mikołajewski – Historyjki o Alicji, która zawsze wpadała w kłopoty (Gianni Rodari), Muchomor (2003), z języka włoskiego
- 2006 – Jolanta Kozak – Zjezdne zbocze (Lemony Snicket), Egmont (2004), z języka angielskiego
- 2008 – Barbara Grzegorzewska – Nowe przygody Mikołajka (René Goscinny, Jean-Jacques Sempé), Wydawnictwo Znak (2007), z języka francuskiego
- 2018 – Bożena Sęk – Pasztety, do boju! (Clémentine Beauvais), Wydawnictwo Dwie Siostry (2017), z języka francuskiego